# Asphodeli
Asphodeli, na classificação taxonômica de Jussieu (1789), é uma ordem botânica da classe Monocotyledones com estames perigínicos (quando os estames se inserem à volta do nível do ovário).
Apresenta os seguintes gêneros:
- Aletris, Aloe, Anthericum, Phalangium, Asphodelus, Basilaea, Hyacinthus, Phormium, Massonia, Cyanella, Albuca, Scilla, Ornithogalum, Allium.